# Luoping
Luoping léase Luó-Ping (en chino:罗平县, pinyin:Luópíng xiàn) es un condado bajo la administración directa de la ciudad-prefectura de Qujing. Se ubica al este de la provincia de Yunnan, sur de la República Popular China. Su área es de 3166 km² y la población total para 2010 fue de más de 500 mil habitantes.

## Administración
El condado de Luoping se divide en 13 pueblos que se administran en 3 subdistritos,4 poblados y 6 villas.